# Cecilia de Francia
Cecilia de Francia (1097-después de 1145) fue la hija de Felipe I de Francia y Bertrada de Montfort. Su parentesco es registrado por Guillermo de Tiro, quien también registró sus matrimonios.
Su primer matrimonio fue arreglado mientras Bohemundo de Tarento, príncipe de Antioquía, estaba de visita en la corte francesa buscando apoyo contra Alejo I Comneno. Cecilia partió para Antioquía a finales de 1106 y se convirtió en señora de Tarso y Mamista, en Cilicia. Se casó primero (fines de 1106) con Tancredo, príncipe de Galilea entre 1099-1101, y regente de Antioquía entre 1100-1103 y 1105-1112.
Mientras fallecía en 1112, Tancredo hizo que Ponce de Trípoli prometiera casarse con ella, y Tancredo le dio la fortaleza de Arzghan y el castillo Rouge como dote. Se casaron en 1112. En 1133, Ponce fue asediado en su castillo de Montferrand por Zengi, atabeg de Mosul, y Cecilia apeló a su medio hermano Fulco de Jerusalén, para que lo ayudara. Zengi abandonó el asedio, pero durante un segundo asedio en 1137, Ponce fue capturado y asesinado. Le sucedió su esposa y su hijo, Raimundo II. Cecilia murió en 1145.

## Descendencia con Ponce de Trípoli
- Raimundo II de Trípoli,
- Felipe,[5]
- Inés, esposa de Reinaldo II de Margat.[6]